# Leoniden (Band)
Die Leoniden sind eine Indie-Rock-Band aus Kiel, die in der jetzigen Formation seit 2021 zusammenspielt. Sie veröffentlichten 2017 ihr gleichnamiges Debütalbum Leoniden, an welches die Band im November 2018 mit ihrem zweiten Studioalbum Again anknüpfte.

## Geschichte
Die Band startete als Schülerband mit den Brüdern Lennart (Gitarre) und Felix Eicke (Schlagzeug) sowie Djamin Izadi (Synthesizer) und JP Neumann (Bass), damals noch unter dem Namen Leoniden Cabaret. Jakob Amr (Gesang) stieß erst 2015 zur Band, der eigens für die Band nach Kiel zog und zuvor Gitarrist und Sänger in den Bands Zinnschauer und And the Waves will Carry us Home war.
Zunächst veröffentlichte die Band beim Hamburger Label Delikatess Tonträger ihre EP Invert India. Nachdem das Label seinen Betrieb eingestellt hatte, gründete die Band kurzerhand ihr eigenes Label namens Two Peace Signs. Dort veröffentlichte sie mit dem neu dazugestoßenen Sänger auch direkt ihre zweite EP, die den Namen des Labels trägt. Mit ihrem ersten Album Leoniden, welches sie im kompletten Eigenvertrieb vermarkteten, stießen die Kieler auf immer größere Aufmerksamkeit. Diese ist neben der außergewöhnlichen Präsenz bei Liveauftritten auch auf einer großen Fannähe über diverse Socialmedia-Kanäle und nach den Auftritten begründet. Aufgrund des überdurchschnittlichen Erfolgs gelang ihnen eine Kooperation mit Landstreicher Booking, wo unter anderem auch Kraftklub und K.I.Z unter Vertrag stehen.
Im August 2023 wurde bekannt gegeben, dass der langjährige Bassist der Band, JP Neumann, nach einer zweijährigen Pause (seit Sommer 2021) die Band verlassen hat. Ende 2023 wurde Marike Winkelmann, welche die Band bereits seit 2022 live am Bass unterstützte, offiziell Mitglied der Band.

## Rezeption
Plattentests.de vergab für ihr Debütalbum acht von zehn Sternen und lobt, man höre in „jeder Rille dieser Platte Talent und überschäumendes Selbstbewusstsein einer jungen Truppe, für die der wuchtigste Meteor-Sturm als Namensgeber gerade so genügt“. 11 von 15 Punkten gab es bei Musikreviews.de, Pretty in Noise vergab 6,5 von 10. Musikreviews nannte das zweite Studioalbum Again „Indie Rock mit Betonung auf ‚Rock‘“ und vergab wieder 11 von 15 Punkten, wie schon beim Debütalbum Leoniden 2017. Pretty in Noise vergab diesmal 8 von 10 Punkten und schrieb: „Treffender hätte ein Albumtitel nicht sein können.“ Festivalstalker gab der Platte eine 7,8 von 10 und schrieb bezüglich der Genredifferenzen zum Debüt: „es wirkt so, als hätte die Band ihre Schiene gefunden“.

## Sonstiges
Der Schlagzeuger der Band, Felix Eicke, wurde von der SPD-Fraktion im Landtag des Landes Schleswig-Holstein als Delegierter zur 17. Bundesversammlung entsandt und wählte somit 2022 den Bundespräsidenten mit.

## Diskografie

### Alben
- 2017: Leoniden (Two Peace Signs)[10][11]
- 2018: Again (Two Peace Signs)
- 2021: Complex Happenings Reduced to a Simple Design (Two Peace Signs)
- 2024: Sophisticated Sad Songs (Two Peace Signs)

### EPs
- 2014: Invert India (Delikatess Tonträger)[16]
- 2016: Two Peace Signs (Two Peace Signs)[17]